# عيسى بن طريف
الشيخ عيسى بن طريف آل بن علي ( الإنجليزية: Isa bin Tarif) ( ق. 1790 – 1847) كان زعيم البدع، المعروفة اليوم بالدوحة، عاصمة قطر، وكذلك زعيم قبيلة آل بن علي من بداية القرن التاسع عشر حتى وفاته في عام 1847. وقد وصفه مراقبو الشؤون السياسية في الخليج العربي بأنه أحد أكثر الزعماء نشاطًا وقوة في منطقة الخليج 

## سيرة
ولد الشيخ عيسى بن حمد بن طريف آل بن علي العتبي عام 1790 في الزبارة، وهي إحدى أقدم المدن التاريخية في قطر. كان زعيم عشيرة آل بن علي ومن نسل العتوب الذين احتلوا البحرين عام 1783.

## الاعتداء البحريني على الحويلة
في عام 1835، أرسل الحاكم البحريني قواته لمهاجمة الحويلة، بعد أن بدأت تتصاعد قوتها وتشكل تهديدًا له. وقد نزلت القوات البحرينية في الزبارة، التي كانت مهجورة منذ عام 1811، ثم انتقلت إلى فويرط، القريبة من الحويلة، بهدف الاستقرار هناك. ورغم تلقي الحويلة دعمًا محدودًا من الفرسان والمشاة الوهابيين، فضّل زعيمها اللجوء إلى التفاوض، وهو ما أدى إلى التوصل لتسوية حافظت على الوضع القائم، لكنها اشترطت إخلاء الحويلة ونقل سكانها إلى البحرين. مع ذلك، حرّضت عائلة آل خليفة بعض أفراد قبيلة البوكورة المقيمين في فويرط على مهاجمة الحويلة، ما أسفر عن مقتل أحد أفراد أسرة عيسى بن طريف. إثر ذلك، انتقل عيسى بن طريف إلى أبو ظبي مصممًا على مواصلة النزاع مع البحرين، لكنه اصطدم برفض البريطانيين الذين منعوه من متابعة الحرب. كما فرضت بريطانيا ضغوطًا على سكان البدع والوكرة، لمشاركتهم في أنشطة اعتبرها البريطانيون غير قانونية.

## غزو مومباسا عام 1837
في 5 مارس 1837، هاجم آل بن علي بقيادة زعيمهم عيسى بن طريف مومباسا الواقعة في كينيا بناءً على طلب سلطان مسقط وعمان، سعيد بن سلطان، وقصفوا حصن يسوع بشكل متكرر لمدة أسبوع حتى استسلم البرتغاليون في 12 مارس.

## الأنشطة في البحرين
أعقبت ذلك مفاوضات جمعت بين عيسى بن طريف من جهة، وكل من البريطانيين وسلطان مسقط ومصر من جهة أخرى، حيث كانت مصر تسعى إلى توسيع نفوذها ومصالحها في المنطقة. سعى عيسى بن طريف إلى العودة إلى الحويلة أو البدع، مشترطًا الحصول على ضمانات للحماية من البريطانيين. وفي حال عدم تحقق ذلك، كان يأمل في الانتقال إلى الوكرة، التي كانت قد أُخليت من سكانها من البوعينين. غير أن أياً من تلك الخيارات لم يُنفذ، ونتيجة لمزيد من المفاوضات مع البريطانيين، استقر عيسى بن طريف في جزيرة قيس الفارسية عام 1840، إذ لم يُنظر إلى وجوده هناك بوصفه تهديدًا لاستقرار المنطقة.
في عام 1843، كان الشيخ عيسى بن طريف أحد الشيوخ الذين ساعدوا الشيخ محمد بن خليفة في الإطاحة بحاكم البحرين الشيخ عبد الله بن أحمد آل خليفة والذي كان عم الشيخ محمد الأكبر، وأيضًا عدوًا للشيخ عيسى بن طريف.

## حكم شبه جزيرة قطر
بعد أن ساعد الشيخ محمد في إقصاء الشيخ عبد الله عن حكم البحرين عام 1843، انتقل الشيخ عيسى بن طريف مع قبيلته آل بن علي إلى بلدة البدع (التي تُعرف اليوم بمدينة الدوحة)، حيث أعادوا إعمارها بعد أن أخرجوا منها قبيلة السودان. وفي البدع، قام الشيخ عيسى ببناء جدار يمتد على الساحل من الشرق إلى الغرب.

### معركة أم سوية عام 1847 ووفاته
وكان حاكم البحرين محمد بن خليفة يزور مدينة فويرط بشكل متكرر ويتدخل في شؤونها. في عام 1847، اقتنع عيسى بأن محمد بن خليفة يريد إخضاع مدينة الزبارة لسيطرته من أجل منع شن هجمات مستقبلية على البحرين من ساحل قطر. 
كان الحاكم المخلوع للبحرين، عبد الله بن أحمد آل خليفة، يقيم في قطر خلال تلك الفترة. وبعد أن حصل على دعم من الوهابيين في نجد، بدأ يهدد باجتياح البحرين. في المقابل، أعلن عيسى بن طريف مبايعته لعبد الله، وعرض عليه تقديم المساعدة. وفي نوفمبر من عام 1847، بعث محمد بن خليفة برسالة إلى الكابتن ويليام لوي، أحد ضباط أسطول شركة الهند الشرقية، وردّ عليه لوي محذرًا من القيام بأي أعمال عدائية في البحر، ومؤكدًا أن أي سفينة تُستخدم في الأعمال الحربية سيتم مصادرتها. ردّ محمد بإلقاء اللوم على كل من عيسى وعبد الله، متهمًا إياهما بإشعال فتيل التوتر. وفي 7 نوفمبر 1847، أرسل عيسى ونائبه رسالة مشتركة إلى صموئيل هينيل، عبّرا فيها عن مخاوفهما من نية محمد بن خليفة غزو الساحل الشمالي الشرقي لقطر.
وفي الأسبوع الأول من نوفمبر، وصل عيسى ومبارك بن أحمد إلى فويرط بصحبة 400 جندي، من أجل حماية الساحل من التدخل البحريني. فرد محمد بإرسال سبع سفن صغيرة و20 سفينة حربيةوالتوجه نحو فويرط عن طريق الزبارة. وبتفاقم التوترات، أرسل البريطانيون عدة سفن حربية لحصار البدع وكتبوا رسائل تحذيرية إلى عيسى وعبد الله ومحمد. وبعد مدة قصيرة، نزل علي بن خليفة على ساحل الخور مع 500 جندي بحريني تحت قيادته. ورافق القوات البحرينية محافظا الأحساء والقطيف. بلغ عدد قوات عيسى ومبارك بن أحمد 600 جندي.
وقعت المعركة الحاسمة في 17 نوفمبر عام 1847 بالقرب من فويرط. وهُزمت قوات عيسى بعد أن قُتل هو وثمانين من رجاله. وبعد إعلان النصر، أرسل محمد سفنه الحربية لمهاجمة البدع وهدمها، ونقل معظم سكانها إلى البحرين.